# Tropidia scita
Tropidia scita là một loài ruồi trong họ Ruồi giả ong (Syrphidae). Loài này được Harris mô tả khoa học đầu tiên năm 1780. Tropidia scita phân bố ở vùng Cổ Bắc giới